# Itarana
Itarana é um município brasileiro do estado do Espírito Santo, Região Sudeste do país. Sua população estimada em 2018 era de 10 619 habitantes.

## História
A localidade onde hoje é o município de Itarana foi parte do município de Afonso Cláudio e após um desmembramento, pertenceu a Itaguaçu, que foi novamente desmembrado em 1963.
A colonização da terra começa na segunda metade do século XIX, quando imigrantes italianos vindos de Santa Teresa fundaram a povoação de Figueira de Santa Joana, às margens do Rio Santa Joana, onde existia uma figueira silvestre. Follador, Coan, Meneghel, Rabi, Bergamaschi, Denardi, Fiorotti, Dalleprane, De Martin, Dal'Col, entre outros, foram nomes importantes nessa época. O povoado de Figueira de Santa Joana foi elevado à categoria de sede de distrito, em 15 de março de 1890.
O decreto estadual nº 33, de 21 de setembro de 1891 transferiu a sede do município de Afonso Cláudio para essa povoação; situação que se manteve até 18 de janeiro de 1892. Com o decreto-lei nº 15.177, de 31 de dezembro de 1943, a denominação do distrito foi alterada para Itarana  (cujo significado é Pedra da Onça).
Em 1963, criou-se o município de Itarana, com território desmembrado do município de Itaguaçu. A instalação do município ocorreu em 18 de abril de 1964.
Em 18 de março de 2016, a língua pomerana foi cooficializada no município.

## Geografia
De acordo com a divisão regional vigente desde 2017, instituída pelo IBGE, o município pertence às Regiões Geográficas Intermediária de Vitória e Imediata de Afonso Cláudio-Venda Nova do Imigrante-Santa Maria de Jetibá. Até então, com a vigência das divisões em microrregiões e mesorregiões, fazia parte da microrregião de Santa Teresa, que por sua vez estava incluída na mesorregião Central Espírito-Santense.

### Clima
Segundo dados do Instituto Nacional de Meteorologia (INMET), referentes ao período de setembro de 1976 a abril de 1977 e janeiro de  1979 a novembro de 2013, a menor temperatura registrada em Itarana foi de 8,7 °C em 11 de junho de 1985, e a maior atingiu 40,3 °C em 10 de setembro de 1997. O maior acumulado de precipitação em 24 horas foi de 165 milímetros (mm) em 27 de dezembro de 2010. Outros grandes acumulados foram 117,2 mm em 11 de março de 2006 e 100,6 mm em 16 de março de 2011. Janeiro de 1979, com 476,8 mm, foi o mês de maior precipitação.
| Dados climatológicos para Itarana | Dados climatológicos para Itarana | Dados climatológicos para Itarana | Dados climatológicos para Itarana | Dados climatológicos para Itarana | Dados climatológicos para Itarana | Dados climatológicos para Itarana | Dados climatológicos para Itarana | Dados climatológicos para Itarana | Dados climatológicos para Itarana | Dados climatológicos para Itarana | Dados climatológicos para Itarana | Dados climatológicos para Itarana | Dados climatológicos para Itarana |
| Mês | Jan                               | Fev                               | Mar                               | Abr                               | Mai                               | Jun                               | Jul                               | Ago                               | Set                               | Out                               | Nov                               | Dez                               | Ano                               |
| --- | --------------------------------- | --------------------------------- | --------------------------------- | --------------------------------- | --------------------------------- | --------------------------------- | --------------------------------- | --------------------------------- | --------------------------------- | --------------------------------- | --------------------------------- | --------------------------------- | --------------------------------- |
| Temperatura máxima recorde (°C) | 39,3                              | 40,1                              | 39,4                              | 37,1                              | 35,9                              | 33,7                              | 35,8                              | 36,6                              | 40,3                              | 39,6                              | 39,9                              | 37,8                              | 40,3                              |
| Temperatura máxima média (°C) | 32,3                              | 33,5                              | 32,8                              | 31,4                              | 29,6                              | 28,2                              | 28                                | 28,5                              | 29,3                              | 30,4                              | 30,4                              | 31                                | 30,5                              |
| Temperatura mínima média (°C) | 21,6                              | 21,7                              | 21,3                              | 20,1                              | 17,8                              | 16,3                              | 15,8                              | 16,7                              | 18,4                              | 20                                | 20,8                              | 21,4                              | 19,3                              |
| Temperatura mínima recorde (°C) | 16,4                              | 16,7                              | 16,7                              | 13,6                              | 10                                | 8,7                               | 10                                | 9,1                               | 10,5                              | 12,8                              | 14,8                              | 15,9                              | 8,7                               |
| Precipitação (mm) | 178                               | 89                                | 120                               | 72                                | 50                                | 27                                | 34                                | 37                                | 52                                | 118                               | 188                               | 204                               | 1 169                             |
| Fonte: Instituto Nacional de Meteorologia (INMET) (temperaturas da normal climatológica de 1981-2010 e recordes de 01/09/1976 a 30/04/1977 e 01/01/1979 a 30/11/2013); e Climate-Data.org (médias de precipitação) |                                   |                                   |                                   |                                   |                                   |                                   |                                   |                                   |                                   |                                   |                                   |                                   |                                   |